# اپرای گدایان

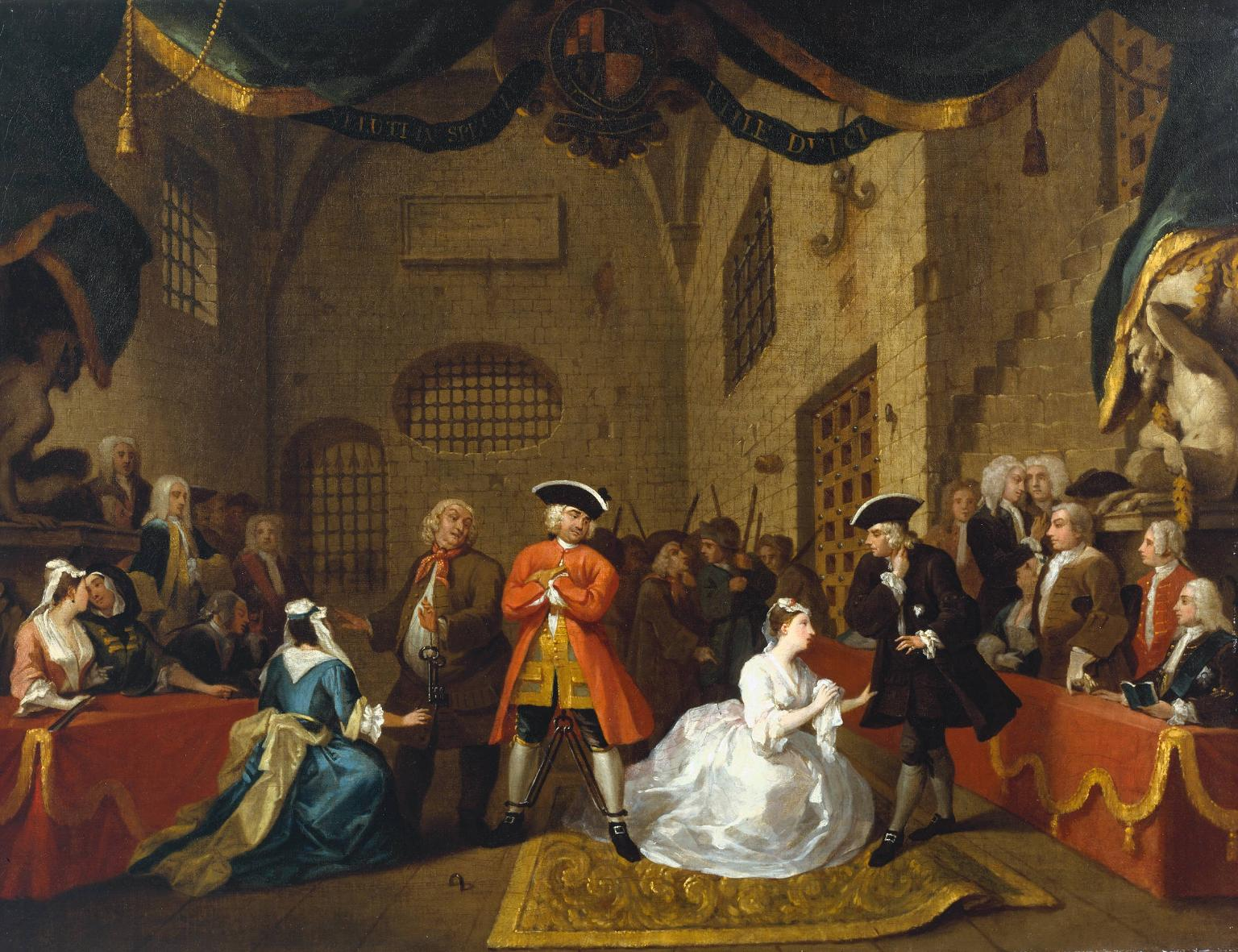
نقاشی بر اساس اپرای گدایان، صحنه پنجم، اثر ویلیام هوگارت، در تیت بریتانیا

اپرای گدایان (انگلیسی: The Beggar's Opera) اپرایی است در سه پرده اثر جان گی با موسیقی یوهان کریستف پپوش که در سال ۱۷۲۸ نوشته شده است. ترجمه این اثر به آلمانی توسط الیزابت هاوپتمن، اساس کار نمایش‌نامه موزیکال اپرای سه‌پولی اثر برتولت برشت بوده است.